# Powiatul Kościerzyna
Powiat kościerski este o unitate administrativ-teritorială (powiat) din voievodatul Pomerania, în nordul Poloniei. Aceasta a fost înființat pe 1 ianuarie 1999, ca urmare a reformelor guvernamentale poloneze adoptate în 1998. Sediul administrativ este orașul Kościerzyna, care se află la 51 km sud-vest de capitala regională Gdańsk.
Powiatul se întinde pe o suprafață de 1166 km².

## Demografie
La 1 ianuarie 2013 populația powiatului a fost de 71.041 locuitori.
Date referitoare la populație (31 iunie 2011):
|  | Total  | Total | Femei  | Femei | Bărbați | Bărbați                    |
|  | oameni | %     | oameni | %     | oameni  | % Format:Demografia/raport |

### Evoluție
|  | Graficele sunt indisponibile din cauza unor probleme tehnice. Mai multe informații se găsesc la Phabricator și la wiki-ul MediaWiki. |

| Ani  | Populație (de pe 31 decembrie) |
| ---- | ------------------------------ |
| 1999 | 64 506                         |
| 2000 | 64 764                         |
| 2001 | 65 238                         |
| 2002 | 65 701                         |
| 2003 | 65 989                         |
| 2004 | 66 393                         |
| 2005 | 66 639                         |
| 2006 | 67 036                         |
| 2007 | 67 513                         |
| 2008 | 67 774                         |
| 2009 | 68 311                         |
| 2010 | 68 738                         |

## Comune

Comunele powiatului kościerski

| Stemă                         | Comună               | Tip    | Suprafață (km²) | Populație (2012) | Reședință     |
|                               | Kościerzyna          | urbană | 15,86           | 23 779           |               |
|                               | Comuna Kościerzyna   | rurală | 309,89          | 15 209           | Kościerzyna*  |
|                               | Comuna Nowa Karczma  | rurală | 113,4           | 6 720            | Nowa Karczma  |
|                               | Comuna Stara Kiszewa | rurală | 212,73          | 6 648            | Stara Kiszewa |
|                               | Comuna Karsin        | rurală | 169,43          | 6 205            | Karsin        |
|                               | Comuna Liniewo       | rurală | 110,03          | 4 634            | Liniewo       |
|                               | Comuna Dziemiany     | rurală | 125,38          | 4 243            | Dziemiany     |
|                               | Comuna Lipusz        | rurală | 108,95          | 3 603            | Lipusz        |
| * nu aparține municipalității |                      |        |                 |                  |               |